# Zwiezda Riazań
FK Riazań (ros. «Ряза́нь») – rosyjski klub piłkarski z miasta o tej nazwie.

## Historia
Nazwy:
- 1937–1958: Spartak Riazań («Спартак» Рязань)
- 1959–1960: Trud Riazań («Труд» Рязань)
- 1961–1967: Spartak Riazań («Спартак» Рязань)
- 1968: Zwiezda Riazań («Звезда» Рязань)
- 1969–1986: Spartak Riazań («Спартак» Рязань)
- 1987: Sapfir Riazań («Сапфир» Рязань)
- 1988–1994: Torpedo Riazań («Торпедо» Рязань)
- 1995–2000: Spartak Riazań («Спартак» Рязань)
- 2000: Riazań-Agrokomplekt («Рязань-Агрокомплект»)
- 2001: Agrokomplekt Riazań («Агрокомплект» Рязань)
- 2002–2006: Riazań-Agrokomplekt («Рязань-Агрокомплект»)
- 2007–2009: FK Riazań (ФК «Рязань»)
- 2010–2014: Zwiezda Riazań («Звезда» Рязань)
- 2014–....: FK Riazań (ФК «Рязань»)

### Spartak Riazań
Klub wywodzi się od drużyny Spartak założonej w Riazani w 1949. W 1949 zespół debiutował w Drugiej Grupie Mistrzostw ZSRR, w której zajął ostatnie miejsce i spadł do rozgrywek amatorskich.
Dopiero w 1959 ponownie startował w Klasie B, w której występował 4 sezony. Następnie spadł do Drugiej Ligi, w której występował do 1991, z wyjątkiem 1970, kiedy to zmagał się w niższej lidze oraz 1968, kiedy prezentował Riazań w Drugiej Grupie A.
W 1987 klub nazywał się Sapfir, a od 1988 Torpedo Riazań.
W Mistrzostwach Rosji klub startował w Pierwszej lidze (2. poziom), w której występował dwa sezony, a od 1994 występował w Drugiej lidze. Klubowi w 1995 przywrócono historyczną nazwę Spartak. Po sezonie 1999 klub z przyczyn finansowych został rozformowany.

### 2000–2009
W 2000 w mieście został utworzony nowy klub pod nazwą Riazań-Agrokomplekt, na bazie amatorskiego zespołu halowej piłki nożnej Agrokomplekt. Rozpoczął on występy w Drugiej Dywizji (3. poziom).
W 2001 klub występował pod nazwą Agrokomplekt Riazań, a w 2002 powrócił do nazwy Riazań-Agrokomplekt. Od 2007 klub nazywał się FK Riazań.
Przed rozpoczęciem sezonu 2010 samorząd obwodu riazańskiego zwrócił się do PFL z prośbą, aby skreślić klub z Riazani z listy członków. Klub ogłosił bankructwo i został rozwiązany.

### Od 2010
Po tym, jak zbankrutował "stary" FK Riazań, założono nową drużynę. Zwiezda Riazań wystartowała w Drugiej Dywizji w grupie centralnej. Przed sezonem 2014/15 klubowi przywrócono nazwę FK Riazań.

## Osiągnięcia
- 5 miejsce w Klasie B ZSRR: 1961
- 1/16 finału w Pucharze ZSRR: 1978
- 2 miejsce w Rosyjskiej Pierwszej Lidze: 1992
- 1/32 finału w Pucharze Rosji: 1999, 2003